# 胡貴芳
胡貴芳（1976年—2003年5月7日），臺灣臺北市仁濟醫院護士，臺灣第二位在SARS事件殉職的醫療人員、與第一位死亡的孕婦。

## 生平
胡貴芳為苗栗人，1976年生，家中為次女並有三姊妹，1994年畢業於仁德醫護管理專科學校護理科。
1995年起，胡貴芳至仁濟醫院在小兒科病房服務，與同年進入的林美雪共事，後胡貴芳轉至五樓內科病房，林美雪至六樓外科病房。2000年左右，胡貴芳參加去外國旅遊的護士團，在國外認識了參加警察旅遊團的花蓮縣鳳林鎮人許永城。許男恰巧與胡林美雪的小學同學是同事，因為這層從同鄉、同窗到同事的關係，林美雪間接成了胡貴芳與許永城的媒人。
2002年5月11日，胡貴芳結婚。婚後兩人住在與娘家只有隔兩條巷子的板橋市。丈夫回憶她是一個重視工作的人，經常上很多夜班，別人不喜歡做的事情，都去接手，即使有什麼不平，也忍下來，對病人一直都很好，附近夜市的人也認識她，還會幫她介紹相親。
無獨有偶地，胡貴芳與林美雪都2003年懷孕，懷孕相差近十周，而且還結伴在馬偕醫院做產檢。

## 殉職
SARS事件爆發之初，一位可能是SARS疫情感染源的李姓老婦人前來仁濟醫院指定要醫生廖正雄看診，當初仁濟則希望她去榮民總醫院接受治療，由於老太太的堅持，廖正雄才答應入住。4月19日轉送加護病房，當天胡貴芳與另一名同事以及幫老太太戴氧氣面罩的翁姓護理長皆受到感染。
4月23日，胡貴芳出現發燒症狀，剛開始以為只是燥熱，先吃普拿疼，後來到淡水馬偕醫院，請假在家休息幾天。丈夫25日也請假在家陪同，至27日衛生所送來隔離通知書。29日，胡貴芳與林美雪入住進馬偕醫院都急診，後來兩人都被通報為SARS可能病例。仁濟醫院的一百四十九位醫療人員則隔離在桃園榮民醫院。胡貴芳父親胡俊鴻略回憶，鄰居知道女兒住院後，帶著異樣眼光看他們，但並沒有住在一起，當然沒有必要隔離，卻傳出很多謠言。
剛開始，胡貴芳雖然已出現發燒和乾咳現象，但當時症狀還不算太嚴重，精神也不差，一度還和醫護人員談笑風生。當胡貴芳意識清醒時，會不時會用手輕撫著肚子，和肚子裡的女兒說話，希望母女倆一起加油。
5月2日下午2點許，胡貴芳與丈夫通過電話，下午5點多醫生就通知要插管。馬偕表示，在插管之前，院方就和她討論過，一旦插管後是否要進行剖腹手術，因她擔心提早剖腹會影響已35周大的女兒健康，也堅信可以撐得過去，遂拒絕。插管後隔天同事最後一次聯繫，同事在電話那頭都哭成一團，胡貴芳在病榻上最後說的話是「不要哭」。這段期間，隔離在家的丈夫，在家裡唸佛經迴向給妻子，還拜託一些親友幫忙跑寺廟、神壇祈福。
5月7日下午，馬偕醫院檢驗科主任謝文祥至刑事局演講時，說馬偕醫院已為胡貴芳的剖腹嬰兒預備了專屬隔離病房，而且還有多種備用方案，以應不時之需。當晚10時55分胡貴芳經半小時急救後仍不治，母女皆亡，成為臺灣第一例為SARS奪命的孕婦病例，也是繼陳靜秋後，第二個因SARS犧牲的護理人員。胡貴芳大姊代表家屬見胡貴芳最後一面，但並不是進入病房近距離見最後一面，而是於護理站看同步監視器，且胡孕婦此時已覆上綠色床單，等於連最後一面都沒看到。

## 身後
由於家住板橋的蔡姓計程車司機和胡貴芳因SARS相繼過世，引起板橋市民質疑莫非社區感染已在板橋爆發。市公所即日起暫停大型活動，針對通報居家隔離對象，責由里幹事致送三餐到家和代購日常用品，清潔隊則定時收運居家垃圾。
東勢鎮的千百岳大藥局在得知孕婦護士胡貴芳病逝後，捐出一百個罩杯型的歐式FFP口罩給懷孕七個月到九個月的孕婦使用，每個市價一百廿元以上。
林美雪則在該年5月30日出院，於7月20日生女。
同年9月3日，和平醫院護理長陳靜秋、護士林佳鈴、醫護人員陳呂麗玉、蔡巧妙及楊淑媜，仁濟醫院護士胡貴芳與替代役男郭國展等七位入祀南港忠烈祠。許永城表示將遠離台北市這塊傷心地，搬回花蓮。